# Міжгор'є
Міжго́р'є (башк. і рос. Межгорье), до 1930 року Кузʼєлга (башк. Көҙйылға, рос. Кузъелга) — місто у складі Башкортостану, Росія. Адміністративний центр та єдиний населений пункт Міжгорського міського округу. Має статус закритого адміністративно-територіального утворення (ЗАТУ).
В околицях міста з 1980-х років ведеться великомасштабне таємне підземне будівництво (активізувалося з кінця 1990-х років), — імовірно, спорудження бункерів для керівництва Росії на випадок ядерної війни. У ЗМІ та розвідувальних колах Заходу бункери біля Міжгор'я розглядають як одне з імовірних місць перебування В.В. Путіна в період його тривалої самоізоляції в 2020–2022 роках.

## Географія
Місто розташоване за 140 км на південний схід від Уфи і за 40 км на захід від Бєлорєцька, на території Південно-Уральського заповідника у підніжжі гори Ямантау. Місто складається з двох частин — північної й головної (колишній населений пункт Куз'єлга) та південно-західної (колишній населений пункт Татли), що розташовані на відстані 23 км один від одного.

## Населення
Населення — 15603 особи (2019; 17352 у 2010, 19082 у 2002).

## Господарство
Головним підприємством міста є ФДУП «Управління будівництва № 30», яке будує об'єкти і споруди підземного і наземного розміщення, веде великогабаритне підземне будівництво.